# Форт-Девіс (Техас)
Форт-Девіс (англ. Fort Davis) — переписна місцевість (CDP) в США, в окрузі Джефф-Девіс штату Техас. Населення — 1024 особи (2020).

## Географія
Форт-Девіс розташований за координатами 30°34′42″ пн. ш. 103°53′32″ зх. д. / 30.57833° пн. ш. 103.89222° зх. д. (30.578373, -103.892183).  За даними Бюро перепису населення США в 2010 році переписна місцевість мала площу 26,12 км², уся площа — суходіл.

### Клімат
| Клімат : Форт-Девіс                                                 | Клімат : Форт-Девіс | Клімат : Форт-Девіс | Клімат : Форт-Девіс | Клімат : Форт-Девіс | Клімат : Форт-Девіс | Клімат : Форт-Девіс | Клімат : Форт-Девіс | Клімат : Форт-Девіс | Клімат : Форт-Девіс | Клімат : Форт-Девіс | Клімат : Форт-Девіс | Клімат : Форт-Девіс | Клімат : Форт-Девіс |
| Показник                                                            | Січ.                | Лют.                | Бер.                | Квіт.               | Трав.               | Черв.               | Лип.                | Серп.               | Вер.                | Жовт.               | Лист.               | Груд.               | Рік                 |
| Абсолютний максимум, °C                                             | 27,2                | 29,4                | 32,2                | 36,1                | 38,9                | 41,7                | 39,4                | 38,3                | 38,3                | 37,8                | 35,0                | 26,1                | 41,7                |
| Середній максимум, °C                                               | 16,0                | 18,0                | 21,8                | 26,1                | 29,9                | 32,4                | 31,3                | 30,8                | 28,4                | 24,9                | 19,7                | 15,9                | 24,6                |
| Середня температура, °C                                             | 7,1                 | 8,9                 | 12,4                | 16,7                | 20,9                | 24,1                | 24,0                | 23,4                | 20,7                | 16,3                | 10,9                | 7,3                 | 16,1                |
| Середній мінімум, °C                                                | −1,8                | −0,1                | 2,9                 | 7,2                 | 11,9                | 15,7                | 16,7                | 16,1                | 12,9                | 7,6                 | 2,2                 | −1,3                | 7,5                 |
| Абсолютний мінімум, °C                                              | −17,8               | −17,8               | −12,2               | −6,7                | −3,3                | 4,4                 | 8,3                 | 7,8                 | 2,2                 | −7,8                | −13,3               | −17,8               | −17,8               |
| Норма опадів, мм                                                    | 13                  | 12                  | 10                  | 14                  | 33                  | 50                  | 72                  | 74                  | 58                  | 34                  | 14                  | 14                  | 397                 |
| Днів з опадами                                                      | 2,66                | 2,23                | 2,14                | 2,15                | 4,49                | 6,48                | 8,69                | 8,27                | 6,88                | 4,20                | 2,35                | 2,60                | 54,30               |
| ------------------------------------------------------------------- | ------------------- | ------------------- | ------------------- | ------------------- | ------------------- | ------------------- | ------------------- | ------------------- | ------------------- | ------------------- | ------------------- | ------------------- | ------------------- |
| Джерело: Western Regional Climate Center, Desert Research Institute |                     |                     |                     |                     |                     |                     |                     |                     |                     |                     |                     |                     |                     |

## Демографія
Згідно з переписом 2010 року, у переписній місцевості мешкала 1201 особа в 511 домогосподарстві у складі 335 родин. Густота населення становила 46 осіб/км².  Було 672 помешкання (26/км²).
Расовий склад населення:
| - 88,7 % — білих - 0,9 % — чорних або афроамериканців - 0,7 % — корінних американців - 7,8 % — осіб інших рас |

До двох чи більше рас належало 1,8 %. Частка іспаномовних становила 47,9 % від усіх жителів.
За віковим діапазоном населення розподілялося таким чином: 22,1 % — особи молодші 18 років, 58,3 % — особи у віці 18—64 років, 19,6 % — особи у віці 65 років та старші. Медіана віку мешканця становила 47,5 року. На 100 осіб жіночої статі у переписній місцевості припадало 96,6 чоловіків;  на 100 жінок у віці від 18 років та старших — 98,7 чоловіків також старших 18 років.
Середній дохід на одне домашнє господарство  становив 56 069 доларів США (медіана — 48 508), а середній дохід на одну сім'ю — 67 707 доларів (медіана — 53 365). Медіана доходів становила 31 422 долари для чоловіків та 26 786 доларів для жінок. За межею бідності перебувало 5,5 % осіб, у тому числі 0,0 % дітей у віці до 18 років та 6,0 % осіб у віці 65 років та старших.
Цивільне працевлаштоване населення становило 569 осіб. Основні галузі зайнятості: сільське господарство, лісництво, риболовля — 21,8 %, освіта, охорона здоров'я та соціальна допомога — 20,7 %, будівництво — 13,0 %, мистецтво, розваги та відпочинок — 9,1 %.